# 成善 (清朝宗室)
成善（？—？），爱新觉罗氏，满洲正白旗人，清朝宗室。

## 生平
宗室成善是满洲正白旗人，清朝宗室，曾任高等小学堂正教员。1909年，清廷开资政院，宗室成善出任资政院钦选议员。